# Antonio Fernández Ortega
Antonio F. Fernández Ortega (Albox, 1948 - Granada, 2000) fue un historiador español.
Su trabajo es una de las referencias a la hora de estudiar la historia de Almería.

## Estudios
Hijo de Pantaleón Fernández y Julia Ortega, realiza sus estudios de bachiller elemental en la misma localidad que le ve nacer, más en concreto en el Instituto Cardenal Cisneros. Una vez terminados estos, se traslada a Almería donde cursa los estudios de Magisterio en la Escuela Normal, acabándolos en el año 1968. Este mismo curso aprueba las oposiciones a Maestro de Enseñanza Primaria, siendo su primer destino la localidad de Alcóntar.

## Actividad académica
Dado que los estudios de magisterio los realiza siendo residente del “Colegio Menor Alejandro Salazar”, va a comenzar su labor docente como preceptor en dicho Colegio. Ocupando este cargo organiza múltiples actividades culturales como conciertos o recitales poéticos.
En el año 1972, otro Colegio Menor, esta vez el de Cáceres es su nuevo destino. Mientras está allí comienza sus estudios de Filosofía y Letras hasta que un año más tarde vuelve a la docencia en el Colegio Público Doncel de Granada. Por entonces compagina las clases con otras labores como las constantes colaboraciones con el Colegio Menor Emperador Carlos de la capital granadina, o sus estudios en la Facultad de Filosofía y Letras, carrera de la que finalmente se licencia en su sección de Historia en el año 1977, titulando su tesina final Albox, una villa de señorío a mitad del siglo XVIII.
La relación con la Villa que le vio nacer es significativa. Así, cabe destacar los ciclos de conferencias que más tarde darían lugar a la revista Roel, (Cuadernos de Civilización de la Cuenca del Almanzora), de la que es fundador, director y alma de los 12 números que se publican desde 1980 hasta 1993. Así también, su gran afición por la música daría lugar a las distintas semanas de la música, que se celebran con éxito en Albox a lo largo de varios veranos.
Debido a su devoción a la Virgen del Saliente, va a estar siempre en primera fila junto con su hermano Pedro María Fernández, tanto en la investigación sobre el fenómeno religioso que gira alrededor de la sagrada imagen, como en el origen y función del Santuario que la acoge. Cabe destacar su colaboración en la Coronación pontificia que tendría lugar en Albox en 1988. Las distintas publicaciones que realiza o coordina lo demuestran.
Su fe lo lleva a trabajar en distintos aspectos de la religiosidad tradicional de su pueblo, como su participación en diferentes congresos y revistas especializadas en el tema, tal como el Congreso de Religiosidad Popular organizado por la Fundación Machado en Sevilla, en Demófilo, de la Fundación Machado, o como en las I Jornadas de Religiosidad Popular organizadas por el Instituto de Estudios Almerienses en 1996.
En el año 1980, y en comisión de servicio, da clases en el Colegio Español de Francia durante dos cursos, el primero de ellos en Metz y el segundo en París. Una vez concluida esta experiencia gala, y ya en el año 1982, vuelve al Colegio Público Doncel de Granada, donde imparte clases hasta que en 1989, y nuevamente en comisión de servicio, accede al Gabinete Pedagógico de La Alhambra ocupando el cargo de director hasta el año 1996.
Durante su estancia en el monumento nazarí, aprovecha para doctorarse por la Universidad de Granada en Filosofía y Letras en su rama de Geografía e Historia, con la tesis titulada El Manuscrito de la Madre Juana de la Cruz, obteniendo la calificación de apto “cum laude” por el tribunal presidido por el insigne historiador D. Antonio Domínguez Ortiz. Este mismo año vuelve a la enseñanza, esta vez en el Colegio Público Vicente Aleixandre de Granada, del que es profesor hasta que en 1998 enferma.
Dos años después, y tras una larga lucha contra el cáncer muere en Granada a la edad de 51 años.

## Publicaciones
- Coautor, con Pedro María Fernández de El Santuario del Saliente. Historia y Vida. Granada 1985.
- Coautor, con Pedro María Fernández de La Virgen del Saliente en su Buen Retiro. Granada 1993. Editorial Fundación Santuario Nuestra Señora del Saliente.
- Coautor, con Pedro María Fernández de El Santuario del Saliente o la Mística Ciudad. Demófilo, Revista de Cultura Tradicional de Andalucía, Fundación Machado, págs. 119ss.
- Coautor, con Pedro María Fernández de El día de la Virgen: pasado y presente de las fiestas del Saliente (Albox-Almería): Actas de las I Jornadas de Religiosidad Popular. Instituto de Estudios Almerienses, Diputación de Almería, pags. 333 ss.
- Coordinador de: CORONACIÓN, Año Mariano 1987-1988. Santuario del Saliente. Granada 1989.
- Fundador y Director de la Revista ROEL (Cuadernos de Civilización de la Cuenca del Almanzora). Ed. Centro de Estudios del Almanzora.
- Coordinador didáctico de la Serie de Visitas Didácticas Vivo la Alhambra. (1990. Edita Proyecto Sur de Ediciones).
- Autor del número 12 de la Serie de Visitas Didácticas Vivo la Alhambra, titulado Claves para visitar la Alhambra. (1990. Edita Proyecto Sur de Ediciones).
- Coautor, con Pedro María Fernández de: El Santuario del Saliente o la identidad de un pueblo: Religiosidad Popular. Ed. Anthropos.
- Documentador, junto a otros, de El Legado Andalusí. 1995. Ed. El País-Aguilar.
- Colaborador, programador y ejecutor, junto a otros, de diferentes manuales de texto para bachillerato. Sociedad 6 o “Sociedad 7. (1988. Edita Santillana).

- Datos: Q5552464